# Finntrio

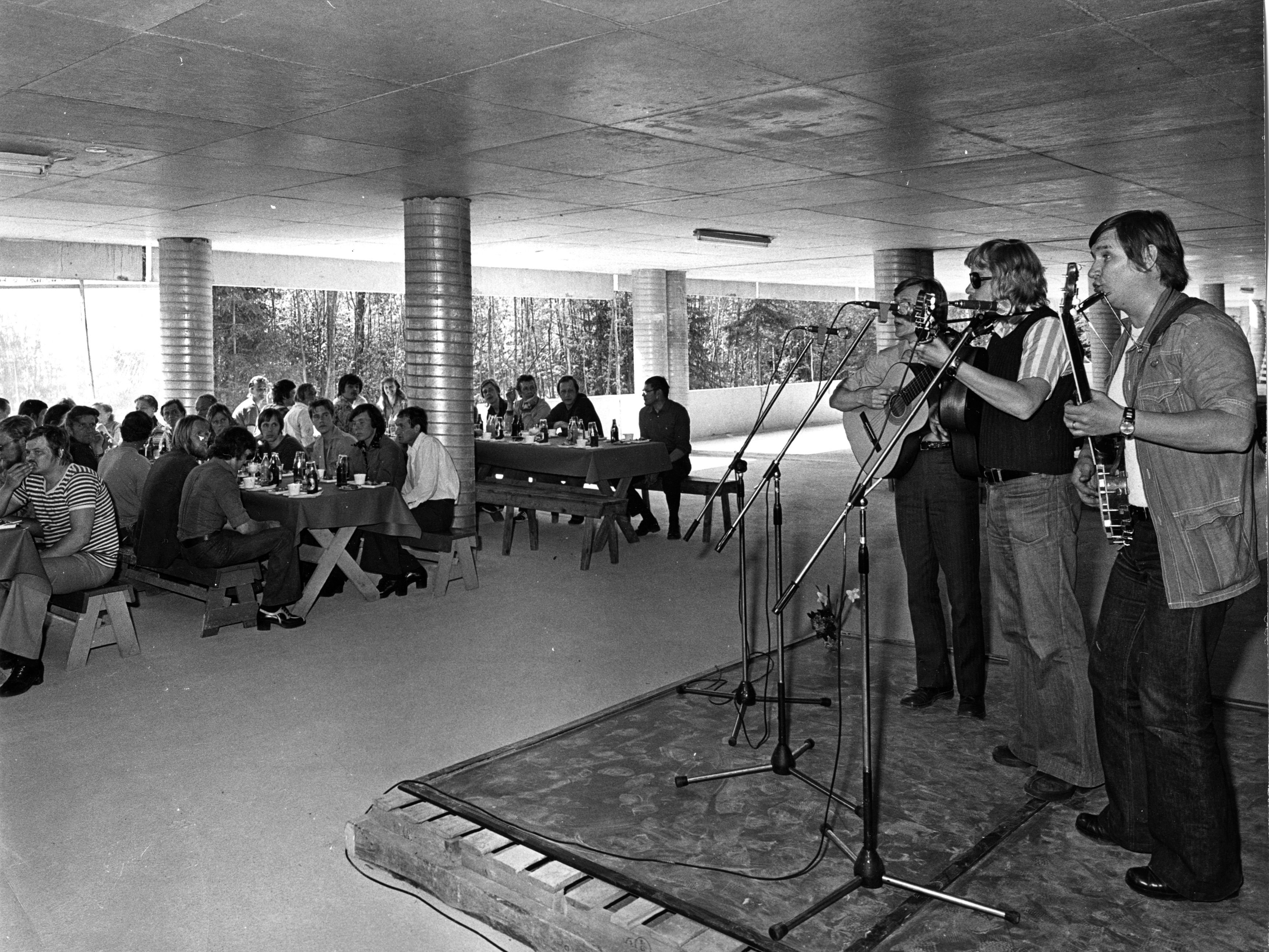
Finntrio uppträder i Mårtensdal maj 1975.

Finntrio, ursprungligen Finn Trio, var en finländsk musikgrupp.
Finntrio bildades av Vesa Nuotio (född 1941 i Helsingfors), Pertti Reponen (född 1941 i Joensuu, död 1998 i Helsingfors) och Tapio Kyöstilä (född 1939). Gruppen fick 1965 en av den finländska folkpopens största framgångar med hitlåten Ei koskaan selvin päin (Aldrig klar i knoppen). Finntrio deltog även i den finländska uttagningen till Eurovision Song Contest 1977 med låten Illalla, sillalla (På kvällen, på bron).

## Diskografi
- The Finn Trio (His Masters Voice 1965)
- Jotain uutta (His Masters Voice 1966)
- Finntrio pelimannipuuhissa (RCA 1972)
- Matkan varrelta (Columbia 1973)
- 12 x Finntrio (EMI 1974)
- Kirje arkipäivään (Kiss 1976)
- Kyllä maalla on mukavaa (Finnlevy 1978)
- Aivan mua naurattaa (Kompass 1981)
- Liikettä lapasiin (Kompass 1982)
- Lounatuulen laulu: Finntrio tänään lapsille (Musiikki Laiho 1986)
- Vie tuuli laivaa (Musiikki Laiho 1987)
- Folk-kansio, Finntrio / Hootenanny Trio (Castle 1989)
- 20 suosikkia – Ei koskaan selvin päin (Fazer 1996, kokoelma)
- Alan Miehet: Yhtä soittoa (Lighthouse 1980)